# All About It
"All About It" é uma canção gravada pelo rapper norte-americano Hoodie Allen com participação do músico inglês Ed Sheeran. Foi divulgada a partir de 13 de Outubro de 2014 por Allen em plataformas de vendas digitais e streaming como o quarto e último single do álbum de estúdio de estreia do mesmo, intitulado People Keep Talking (2014).

## Desempenho nas tabelas musicais
| País — Tabela musical (2014)                          | Posição de pico |
| ----------------------------------------------------- | --------------- |
| Áustria — Ö3 Austria Top 40 Singles                   | 10              |
| Bélgica (Flandres) — Ultratop 50 Singles              | 8               |
| Bélgica (Valónia) — Ultratop 50 Singles               | 4               |
| Alemanha — Top 100 Singles (GfK Entertainment Charts) | 9               |
| Nova Zelândia — Top 40 Singles Chart (RMNZ)           | 30              |
| Eslovênia — SloTop50                                  | 30              |
| Suíça — Singles Top 75 (Schweizer Hitparade)          | 34              |
| Estados Unidos — Billboard Hot 100                    | 71              |
| Estados Unidos — Hot Rap Songs (Billboard)            | 13              |
| Estados Unidos — Mainstream Top 40 (Billboard)        | 28              |
| Estados Unidos — Rhythmic Songs (Billboard)           | 29              |

Certificações e vendas
| Região — Associação (Vendas)    | Certificação |
| ------------------------------- | ------------ |
| Estados Unidos — RIAA (500 000) | Ouro         |